# اندریک فرانس دو کورت
اندریک فرانس دو کورت (فرانسوی: Hendrik Frans de Cort‎; ۱۱ دسامبر ۱۷۴۲ – ۲۸ ژوئن ۱۸۱۰) نقاش منظره‌نگاری اهل فلاندر بود. او بیشتر به خاطر نقاشی‌های عارضه‌نگاری و طراحی‌های قلعه‌های انگلیسی، خانه‌های روستایی، پارک‌ها و خرابه‌ها شناخته می‌شود.

## نگارخانه

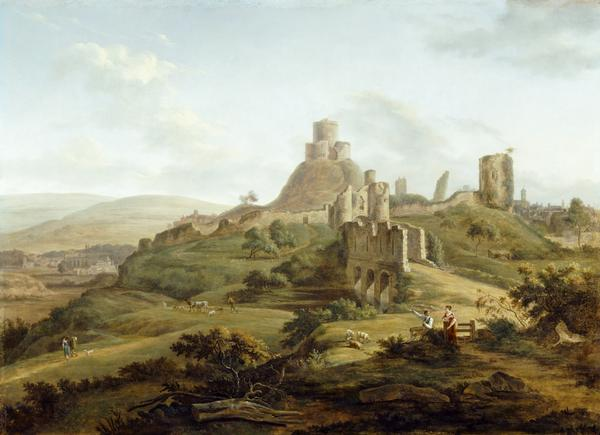
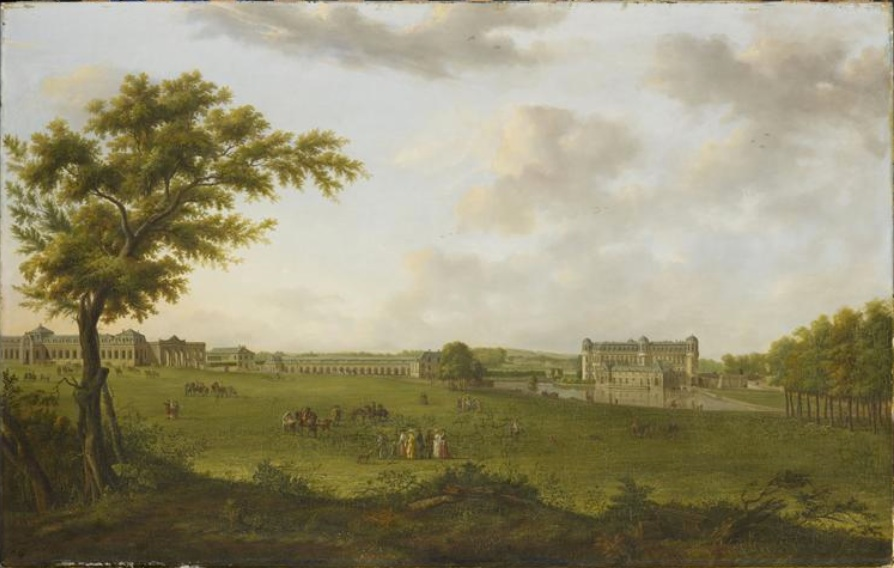
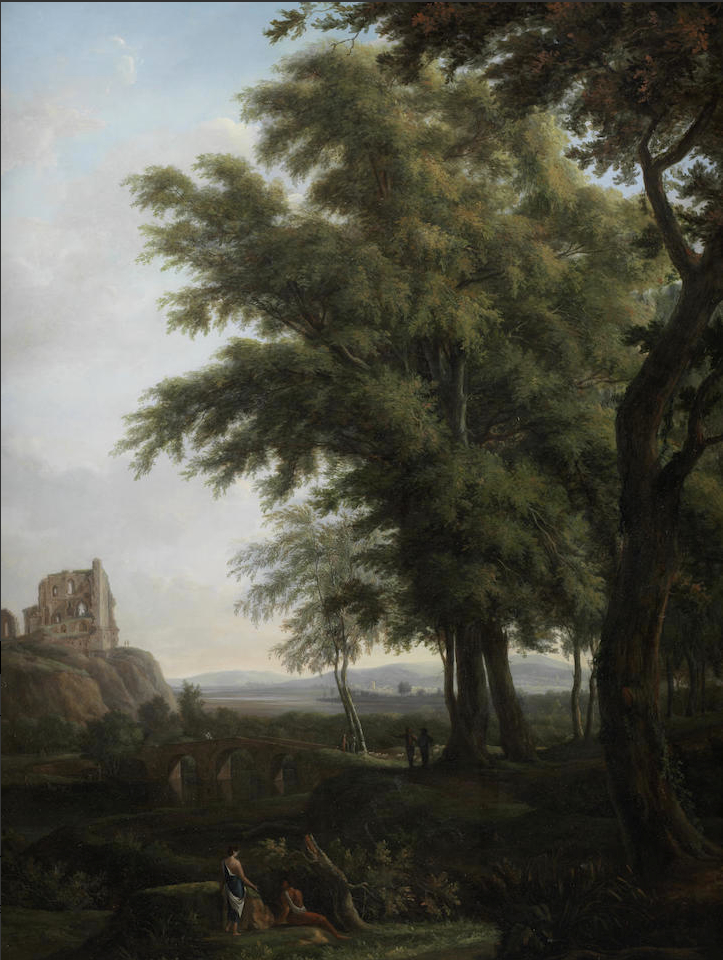
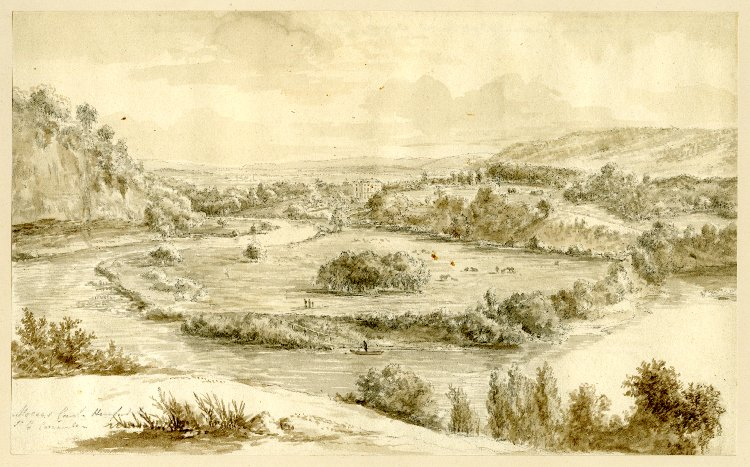
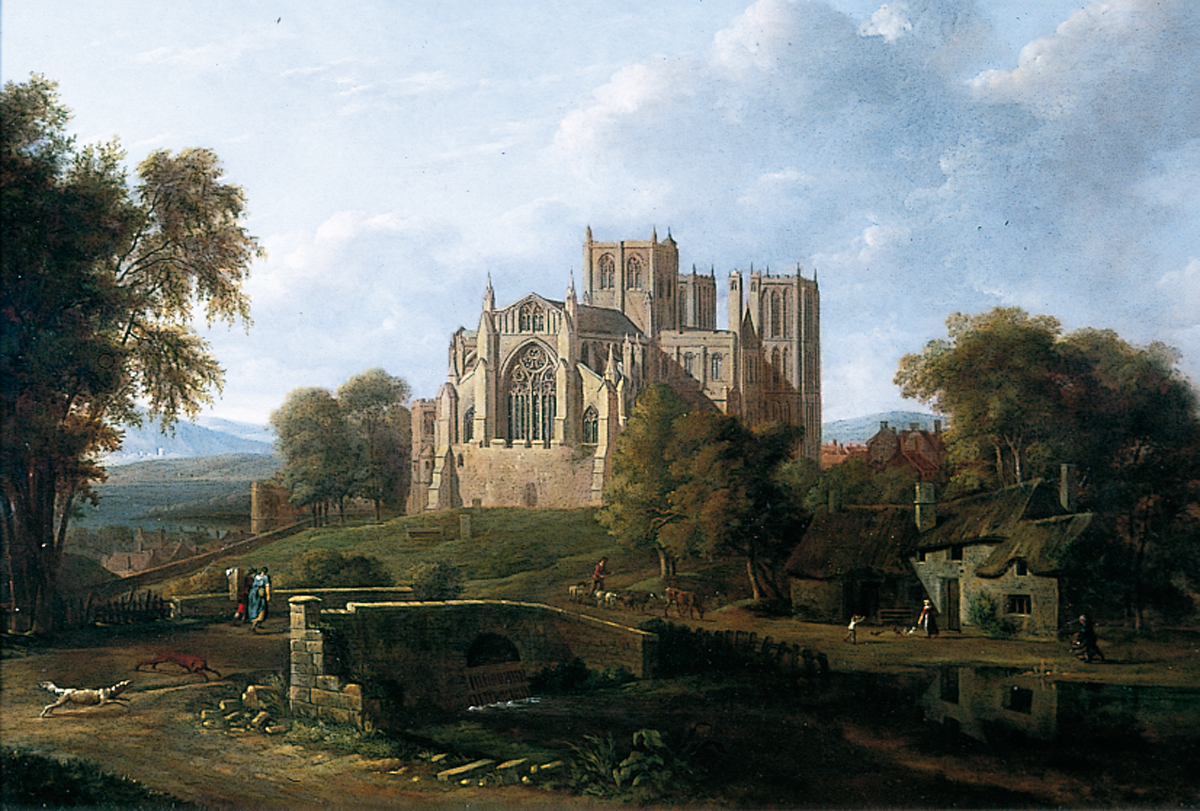
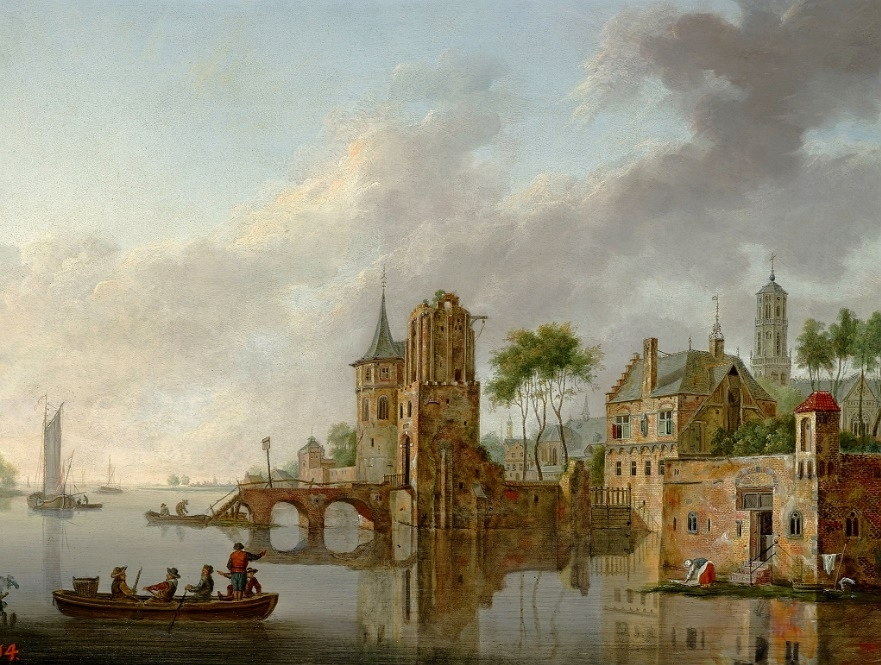
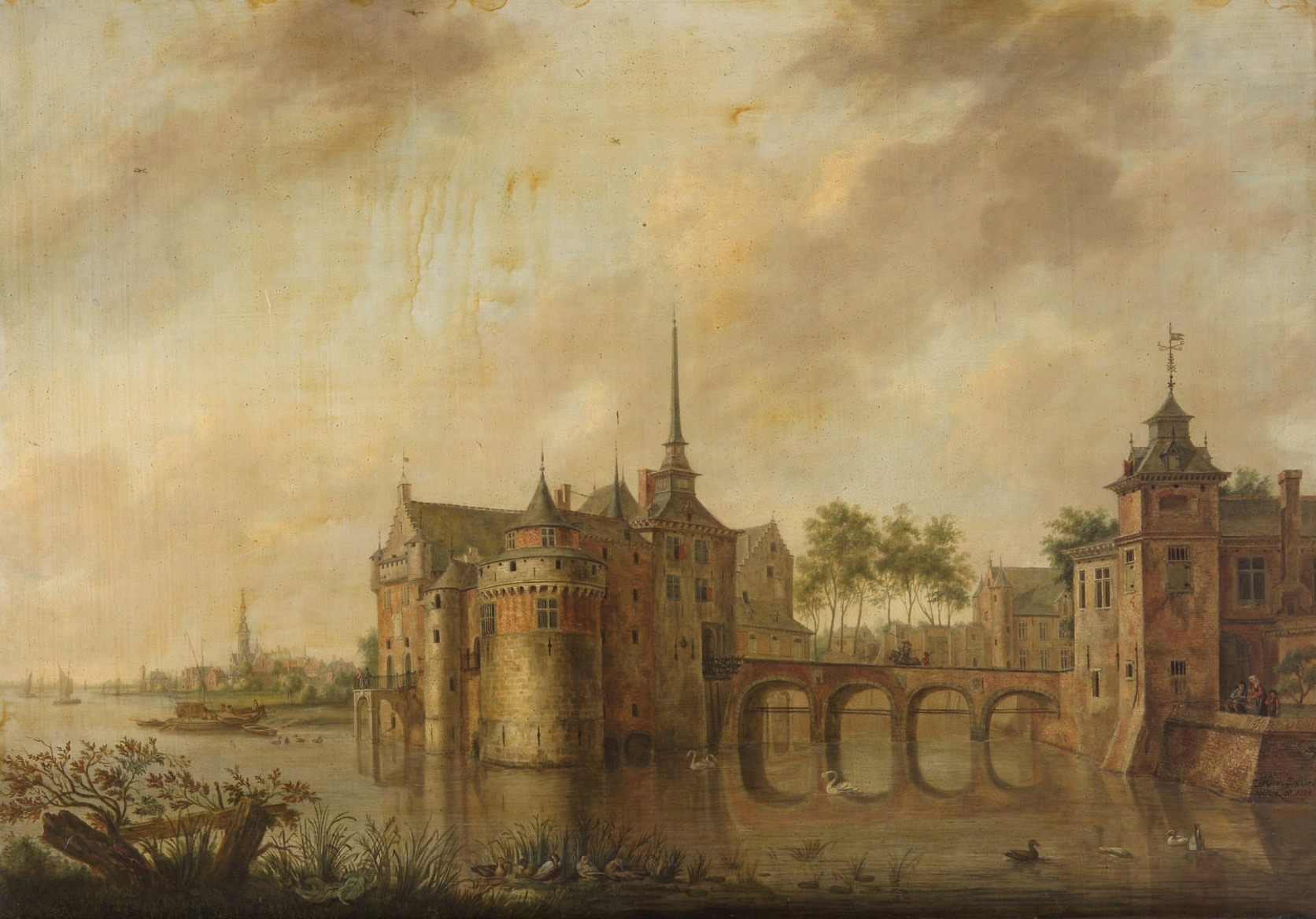
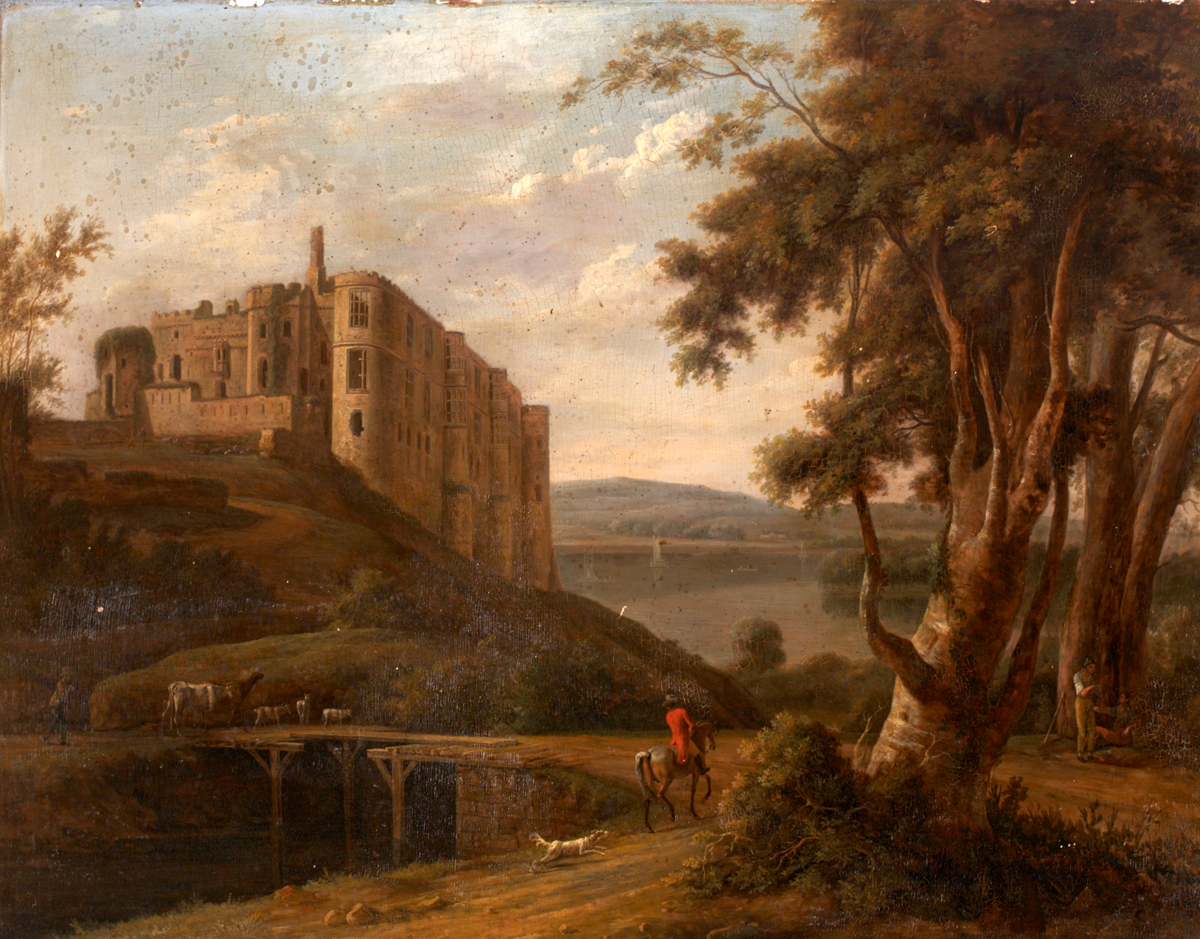
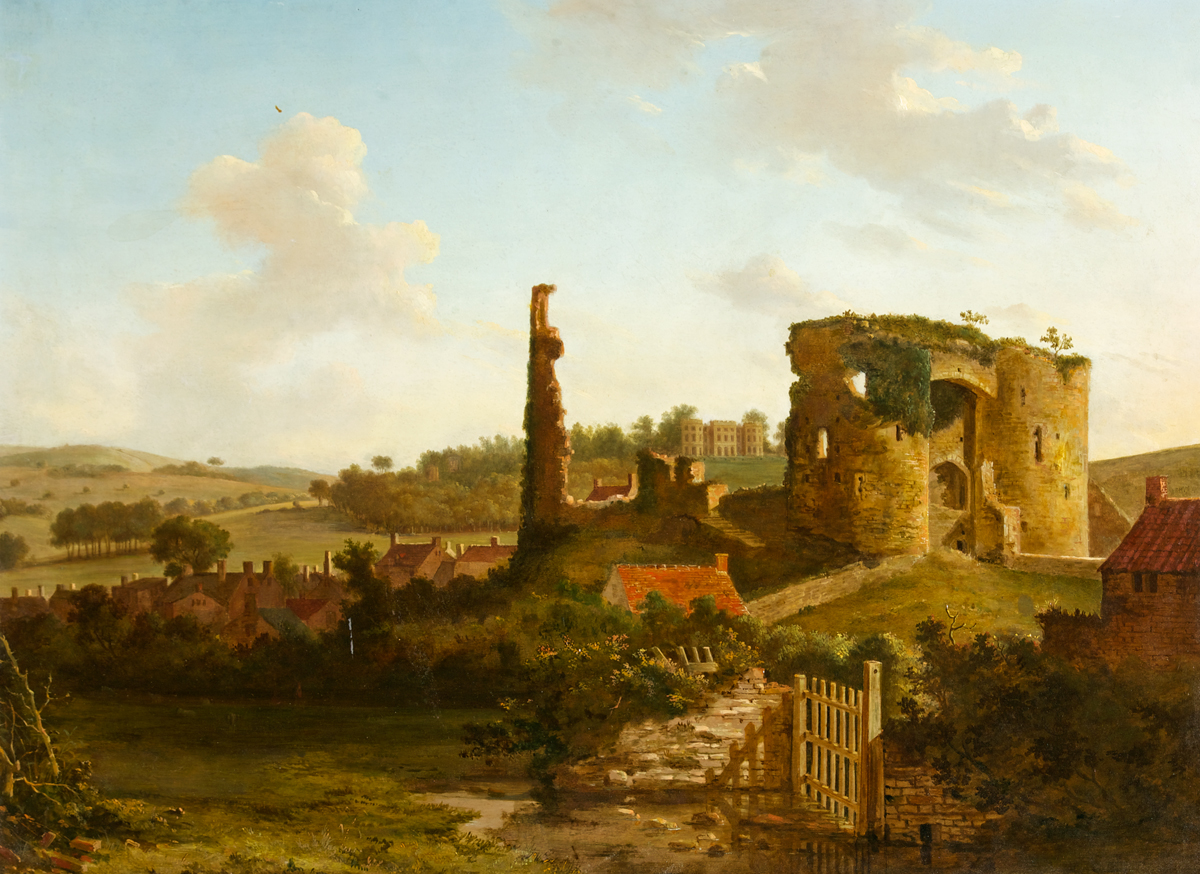